# Chicourt
Chicourt là một xã trong vùng Grand Est, thuộc tỉnh Moselle, quận Château-Salins, tổng Delme. Tọa độ địa lý của xã là 48° 55' vĩ độ bắc, 06° 30' kinh độ đông. Chicourt có điểm thấp nhất là 239 mét và điểm cao nhất là 340 mét. Xã có diện tích 5,52 km², dân số vào thời điểm 2005 là 100 người; mật độ dân số là 17,5 người/km². Xã nằm về phía đông nam của Metz; thuộc Pháp từ năm 1661.

## Thông tin nhân khẩu
| 1962 | 1968 | 1975 | 1982 | 1990 | 1999 |
| ---- | ---- | ---- | ---- | ---- | ---- |
| 114  | 115  | 117  | 109  | 102  | 98   |